# Ischioscia zebricolor
Ischioscia zebricolor är en kräftdjursart som beskrevs av Klaus Ulrich Leistikow1999. Ischioscia zebricolor ingår i släktet Ischioscia och familjen Philosciidae. Inga underarter finns listade i Catalogue of Life.